# Нік Вілліс
Нік Вілліс  (англ. Nick Willis; нар. 25 квітня 1983, Ловер-Гатт) — новозеландський легкоатлет, олімпійський медаліст.

## Виступи на Олімпіадах
| Олімпіада   | Дисципліна         | Місце     |
| ----------- | ------------------ | --------- |
| Афіни 2004  | біг на 1500 метрів | 6 h2 r2/3 |
| Пекін 2008  | біг на 1500 метрів | 2         |
| Лондон 2012 | біг на 1500 метрів | 9         |
| Ріо 2016    | біг на 1500 метрів | 3         |